# 3. People’s Choice Awards-gála
A 3. People’s Choice Awards-gála az 1976-os év legjobb filmes, televíziós és zenés alakításait értékelte. A díjátadót 1977. február 10-én tartották, a műsor házigazdája Dick Van Dyke volt. A ceremóniát a CBS televízióadó közvetítette.

## Győztesek és jelöltek
Forrás:

### Film
| Az év filmje            | Az év filmje      |
| ----------------------- | ----------------- |
| Száll a kakukk fészkére |                   |
| Az év színésze          | Az év színésznője |
| John Wayne              | Barbra Streisand  |

### Televízió
| Az év férfi tévés sztárja            | Az év női tévés sztárja              |
| ------------------------------------ | ------------------------------------ |
| Telly Savalas                        | Mary Tyler Moore                     |
| Az év visszatérő férfi tévés sztárja | Az év visszatérő női tévés sztárja   |
| Bob Hope                             | Carol Burnett                        |
| Az év vígjátéka                      | Az év drámaműsora                    |
| Happy Days                           | Starsky és Hutch                     |
| Az év új tévéműsora                  | Az év férfi előadója új tévéműsorban |
| Charlie angyalai                     | - Robert Conrad - Dick Van Dyke      |
| Az év női előadója új tévéműsorban   | Az év varieté műsora                 |
| Farrah Fawcett                       | The Carol Burnett Show               |

### Zene
| Az év dala                                                        | Az év dala         |
| ----------------------------------------------------------------- | ------------------ |
| - Kiss - "Beth" - Rick Dees and His Cast of Idiots - "Disco Duck" |                    |
| Az év férfi előadója                                              | Az év női előadója |
| John Denver                                                       | Olivia Newton-John |

## Műsorvezetők
A gálán az alábbi műsorvezetők működtek közre:
- Army Archerd
- Susan Blakely
- Candy Clark
- Angie Dickinson
- Peter Fonda
- Gerald Ford
- Jodie Foster
- Redd Foxx
- Goldie Hawn
- William Holden
- Jack Klugman
- Lee Majors
- Penny Marshall
- Maureen O’Hara
- Gregory Peck
- Carl Reiner
- Sylvester Stallone
- Marlo Thomas
- Dick Van Dyke
- Cindy Williams

## Fordítás
- Ez a szócikk részben vagy egészben  a(z)   3rd People's Choice Awards című angol Wikipédia-szócikk fordításán alapul.  Az eredeti cikk szerkesztőit annak laptörténete sorolja fel. Ez a jelzés csupán a megfogalmazás eredetét és a szerzői jogokat jelzi, nem szolgál a cikkben szereplő információk forrásmegjelöléseként.